# بتی گیلپین
بتی گیلپین (انگلیسی: Betty Gilpin؛ متولد ۲۱ ژوئیه ۱۹۸۶ در نیویورک) بازیگر آمریکایی است. گیلپین بیشتر برای بازی در مجموعۀ کمدی گلو (۲۰۱۹–۲۰۱۷) که از نتفلیکس پخش می‌شد، شهرت دارد. او برای این نقش سه بار نامزد دریافت جایزۀ امی ساعات پربیننده برای بهترین بازیگر مکمل زن در مجموعه تلویزیونی کمدی شد.
از فیلم‌هایی که گیلپین در آن‌ها به‌ایفای نقش پرداخته‌است می‌توان به فیلم معمایی دلهره‌آور داستان‌ واقعی (۲۰۱۵)، فانتزی رمانتیک کمدی آیا این عاشقانه نیست (۲۰۱۹)، درام سفر یک سگ (۲۰۱۹) و اکشن کمدی استوبر (۲۰۱۹) اشاره‌کرد. در سال ۲۰۲۰، او در فیلم ترسناک کینه و اکشن دلهره‌آور شکار ظاهر شد که برای فیلم شکار موفق به دریافت جایزۀ برتر گزینش منتقدان شد.

## فیلم‌شناسی

### فیلم
| سال  | عنوان                | نقش                  | یادداشت |
| ---- | -------------------- | -------------------- | ------- |
| ۲۰۰۸ | شهر متروکه           | پرستار جنگ جهانی دوم |         |
| ۲۰۱۵ | داستان‌ واقعی         | شریل فرانک           |         |
| ۲۰۱۹ | آیا این عاشقانه نیست | ویتنی                |         |
| ۲۰۱۹ | سفر یک سگ            | گلوریا میچل          |         |
| ۲۰۱۹ | استوبر               | بکا                  |         |
| ۲۰۲۰ | کینه                 | نینا اسپنسر          |         |
| ۲۰۲۰ | شکار                 | کریستال              |         |
| ۲۰۲۱ | جنگ فردا             | ایمی فورستر          |         |

### تلویزیون
| سال       | عنوان                  | نقش                | یادداشت                             |
| --------- | ---------------------- | ------------------ | ----------------------------------- |
| ۲۰۰۶      | نظم و قانون: قصد جنایی | آماندا             | قسمت: «جنگ در خانه»                 |
| ۲۰۰۸      | آمستردام جدید          | ماریکا             | قسمت: «پسر طلایی»                   |
| ۲۰۰۸      | فرینج                  | لورن               | قسمت: «همان داستان قدیمی»           |
| ۲۰۰۹      | نظم و قانون            | پیج                | قسمت: «برای دفاع»                   |
| ۲۰۱۰      | همسر خوب               | مولی               | قسمت: «مسکن»                        |
| ۲۰۱۰      | متوسط                  | کیم                | قسمت: «آلیسون رولن ازدواج می‌کند»    |
| ۲۰۱۵–۲۰۱۳ | پرستار جکی             | دکتر کری رومن      | ۳۴ قسمت                             |
| ۲۰۱۶      | ابتدایی                | فیونا هل‌بورن       | ۴ قسمت                              |
| ۲۰۱۶      | مرسی استریت            | الیزا فوستر        | ۲ قسمت                              |
| ۲۰۱۶      | کارشناسان سکس          | دکتر نانسی         | ۹ قسمت                              |
| ۲۰۱۷      | خدایان آمریکایی        | آدری               | ۲ قسمت                              |
| ۲۰۱۹–۲۰۱۷ | گلو                    | دبی                | ۳۰ قسمت                             |
| ۲۰۲۱–۲۰۱۸ | مرغ‌ ربات               | لوری / لوسیا (صدا) | ۲ قسمت                              |
| ۲۰۲۲      | شعله‌ور                 | مورین کین دین      | نقش اصلی                            |
| ۲۰۲۲      | غرش                    | آملیا              | قسمت: «زنی که در طاقچه نگه داشته‌شد» |

## جوایز و نامزدی‌ها
| سال  | جایزه                        | دسته‌بندی                                            | کار  | نتیجه    |
| ---- | ---------------------------- | --------------------------------------------------- | ---- | -------- |
| ۲۰۱۸ | جایزه گزینش منتقدان تلویزیون | بهترین بازیگر نقش مکمل زن در مجموعه تلویزیونی کمدی  | گلو  | نامزدشده |
| ۲۰۱۸ | جایزه انجمن بازیگران فیلم    | بهترین اجرای گروه بازیگران در مجموعه تلویزیونی کمدی | گلو  | نامزدشده |
| ۲۰۱۸ | جایزه امی ساعات پربیننده     | بهترین بازیگر مکمل زن در مجموعه تلویزیونی کمدی      | گلو  | نامزدشده |
| ۲۰۱۹ | جایزه گزینش منتقدان تلویزیون | بهترین بازیگر نقش مکمل زن در مجموعه تلویزیونی کمدی  | گلو  | نامزدشده |
| ۲۰۱۹ | جایزه انجمن بازیگران فیلم    | بهترین اجرای گروه بازیگران در مجموعه تلویزیونی کمدی | گلو  | نامزدشده |
| ۲۰۱۹ | جایزه امی ساعات پربیننده     | بهترین بازیگر مکمل زن در مجموعه تلویزیونی کمدی      | گلو  | نامزدشده |
| ۲۰۲۰ | جایزه امی ساعات پربیننده     | بهترین بازیگر مکمل زن در مجموعه تلویزیونی کمدی      | گلو  | نامزدشده |
| ۲۰۲۱ | جایزه برتر گزینش منتقدان     | بهترین بازیگر زن در فیلم اکشن                       | شکار | پیروز    |